# Torre do Pinhão
Torre do Pinhão é uma povoação portuguesa sede da Freguesia de Torre do Pinhão do Município de Sabrosa, freguesia com 14,51 km² de área e 296 habitantes (censo de 2021), tendo, por isso, uma densidade populacional de 20,4 hab./km².

## Demografia
A população registada nos censos foi:
| Distribuição da População por Grupos Etários | Distribuição da População por Grupos Etários | Distribuição da População por Grupos Etários | Distribuição da População por Grupos Etários | Distribuição da População por Grupos Etários |
| -------------------------------------------- | -------------------------------------------- | -------------------------------------------- | -------------------------------------------- | -------------------------------------------- |
| Ano                                          | 0-14 Anos                                    | 15-24 Anos                                   | 25-64 Anos                                   | > 65 Anos                                    |
| 2001                                         | 60                                           | 30                                           | 223                                          | 91                                           |
| 2011                                         | 33                                           | 33                                           | 163                                          | 113                                          |
| 2021                                         | 29                                           | 18                                           | 141                                          | 108                                          |

## Património
- Igreja Paroquial de São Tiago de Torre do Pinhão;
- Capela da Senhora dos Carreios, na Serra dos Carreios;
- Capela de São Pedro, em Pinhão.